# Bangsia
Bangsia är ett fågelsläkte i familjen tangaror inom ordningen tättingar: Släktet omfattar numera sex arter som förekommer i Latinamerika från Costa Rica till Ecuador:
- Gulgrön tangara (B. flavovirens)
- Gulbukig tangara (B. arcaei)
- Apelsinbröstad tangara (B. melanochlamys)
- Gyllenbröstad tangara (B. rothschildi)
- Mossgrön tangara (B. edwardsi)
- Tatamátangara (B. aureocincta)

Gulgrön tangara var tidigare okontroversiellt en del av släktet Chlorospingus som numera förs till familjen amerikanska sparvar (Passerellidae). DNA-studier visar dock att den egentligen står nära Bangsia.